# Jörg Wirnsberger
Jörg Wirnsberger (...) è un ex sciatore alpino austriaco.

## Biografia
Ai Campionati austriaci Wirnsberger vinse la medaglia d'oro nella combinata nel 1979 e quella d'argento nella medesima specialità nel 1981; non prese parte a rassegne olimpiche né ottenne piazzamenti in Coppa del Mondo o ai Campionati mondiali.

## Palmarès

### Campionati austriaci
- 2 medaglie[1]:
  - 1 oro (combinata nel 1979)
  - 1 argento (combinata nel 1981)